# Centrophorus westraliensis
Centrophorus westraliensis är en hajart som beskrevs av White, Ebert och Compagno 2008. Centrophorus westraliensis ingår i släktet Centrophorus och familjen Centrophoridae. IUCN kategoriserar arten globalt som livskraftig. Inga underarter finns listade i Catalogue of Life.